# Mianko Karoo

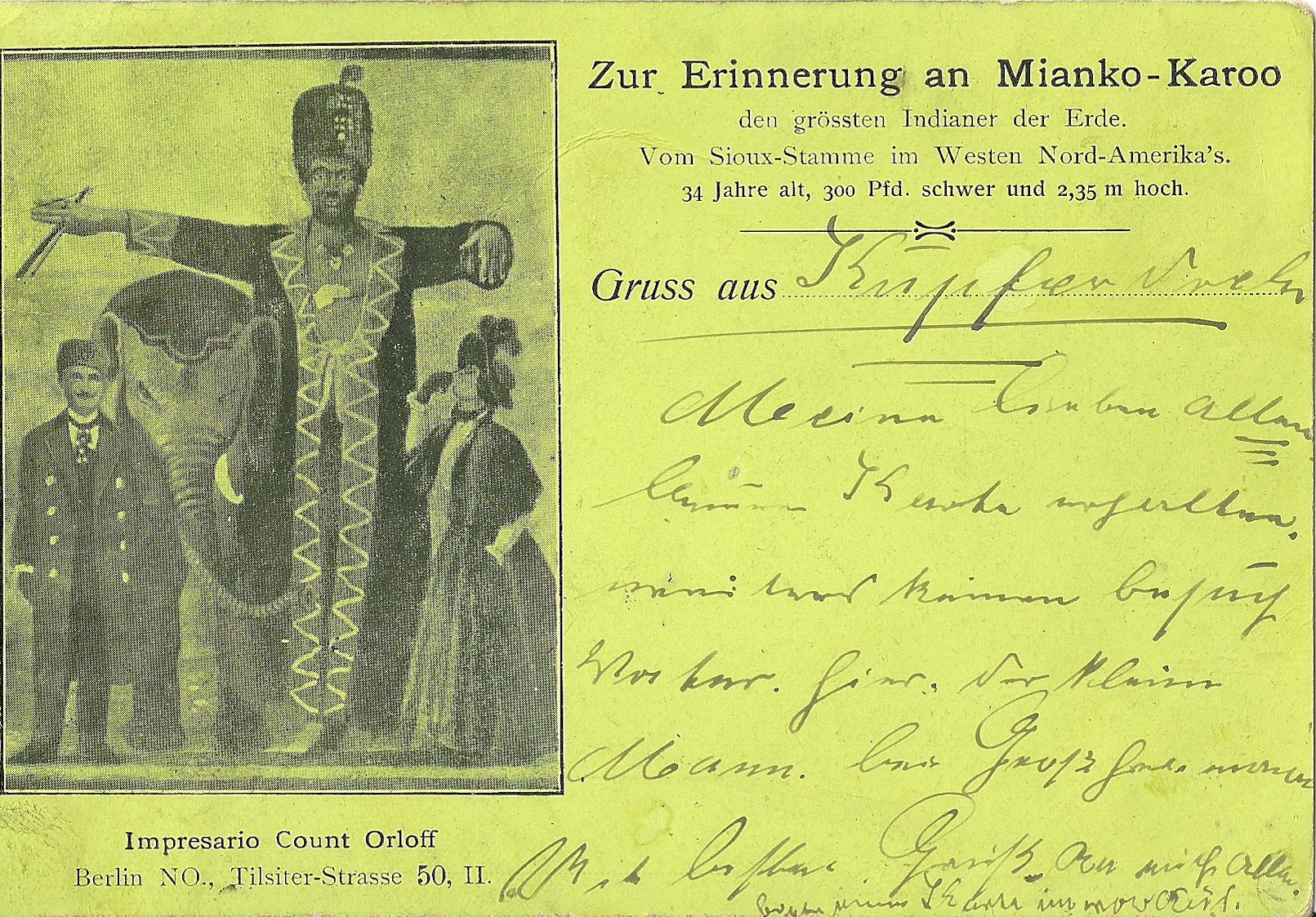
Mianko Karoo auf einer Postkarte vom 20. Mai 1902

Mianko Karoo (* um 1868; † unbekannt) war ein Sideshow-Darsteller. Da er riesenwüchsig und tätowiert war, trat er weltweit als exotischer Riese in Sideshows auf.
Er soll Sioux gewesen sein, der von US-Soldaten gefangen wurde. Unter anderem wurde er aber auch als Kongo-Riese oder als Deutscher bezeichnet. In den 1880er Jahren trat er mit 19 Jahren im Barnum & Bailey Circus auf. Hier wurde er als Riese mit einer Größe von 8 Fuß 3 1/8 Inch (2,52 m) und einem Gewicht von 337 1/2 Pfund (153 kg) präsentiert. Anfang des 20. Jahrhunderts wurde er in Deutschland von Count Orloff als größter Indianer der Erde vermarktet. Es wird behauptet, dass der nun 34-jährige 2,35 m groß wäre und 300 Pfund (150 kg) wiegen würde. So trat er 1903 auf dem Markt in Köthen, Ende 1903 bis Anfang 1904 im Castans Panopticum in Berlin und im April 1904 und im Juli 1906 im Castans Panopticum in Frankfurt am Main auf. Nach Count Orloffs Tod im Jahre 1904 führte Dora Orloff die Count Orloff's International Agency weiter. Nun wird er zum Teil auch Mianko Karao genannt.
Auf Abbildungen wurde Mianko Karoo unter anderem neben Elefanten oder Männern mit hohem Zylinder, die er weit überragt, dargestellt. Der Lithograf Adolph Friedländer entwarf Plakate, die die Gefangennahme Mianko Karoos durch Soldaten oder Mianko Karoo in Gefangenschaft zeigten.